# San Miguel de Lillo

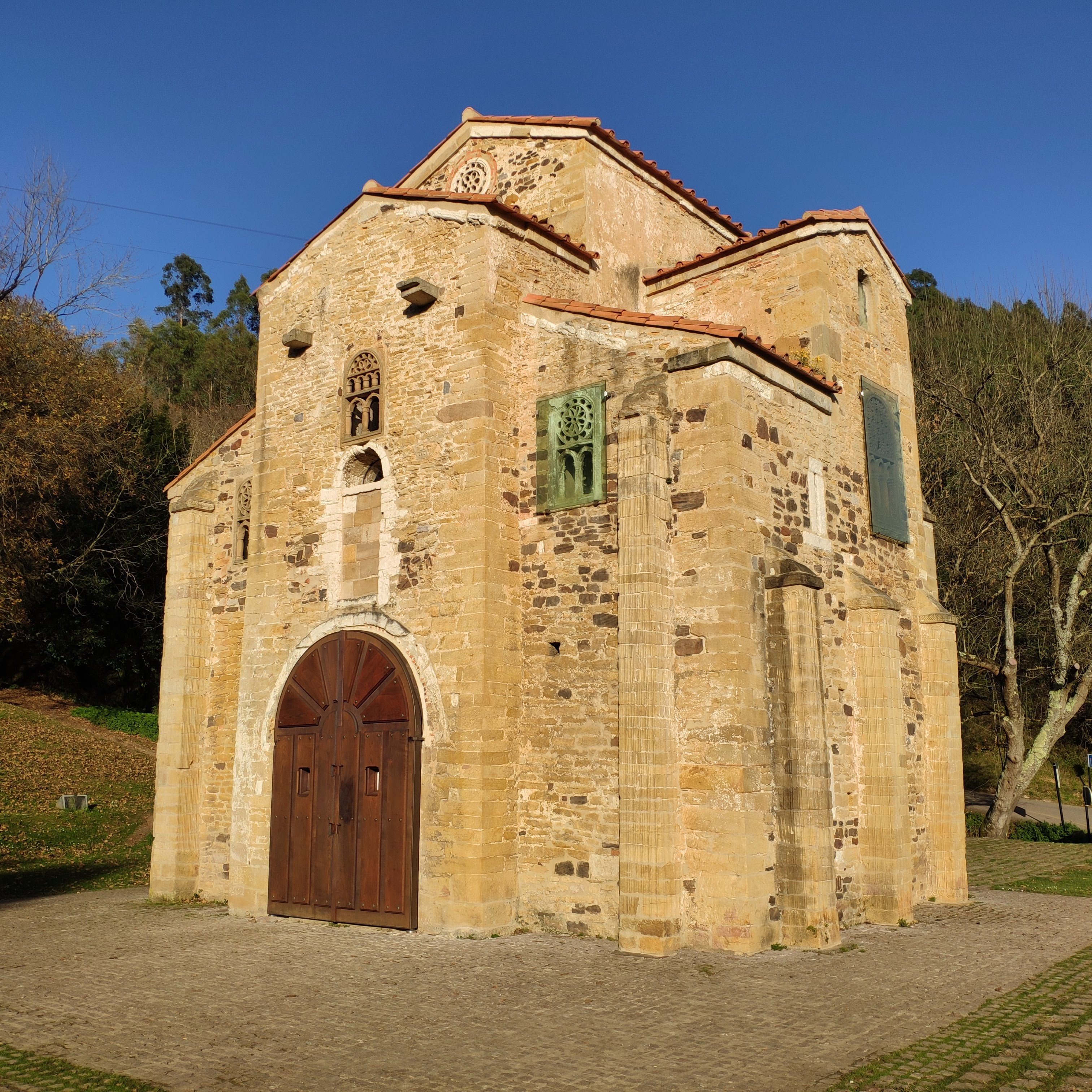
San Miguel de Lillo

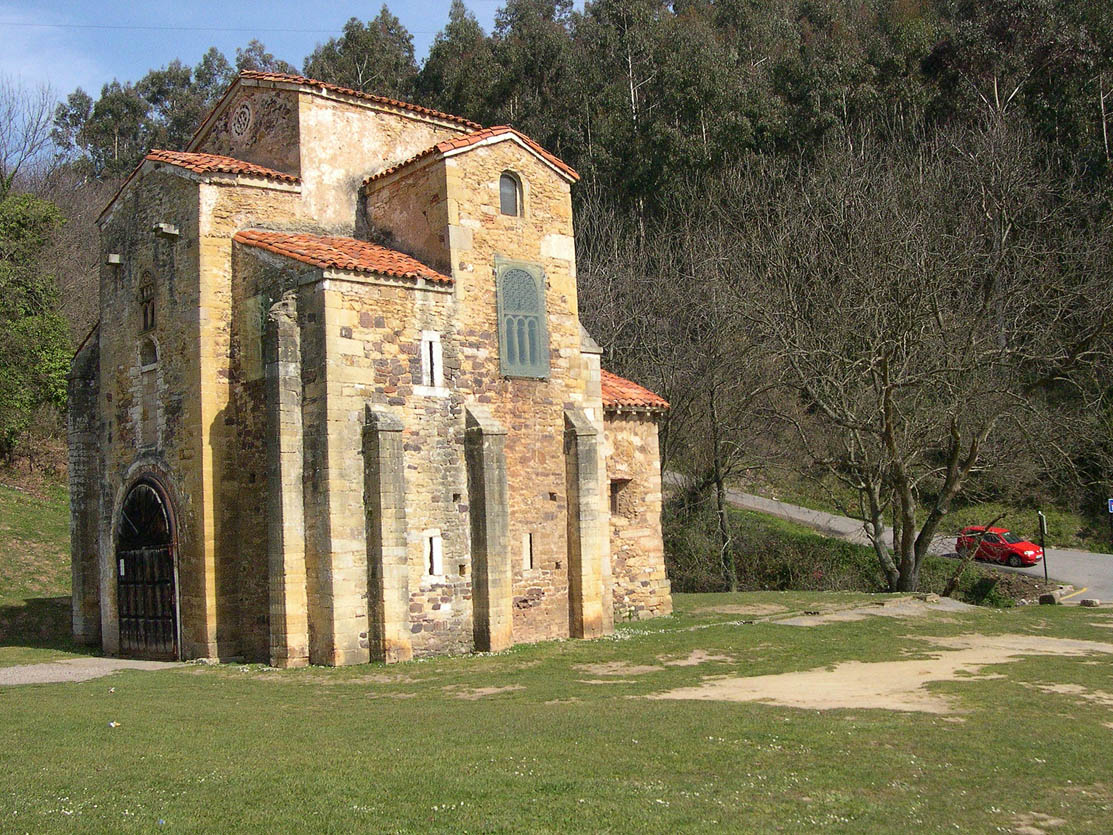
Ansicht von Süden

San Miguel de Lillo, auch San Miguel de Liño genannt, ist eine vorromanische, dem Erzengel Michael geweihte Palastkapelle am Fuße des Monte Naranco, drei Kilometer nordwestlich von Oviedo, der Hauptstadt der spanischen autonomen Gemeinschaft Asturien. Die Kapelle wurde – wie die Kirche Santa María del Naranco – unter dem asturischen König Ramiro I. (reg. 842–850) in der Mitte des 9. Jahrhunderts als Teil einer Palastanlage gebaut. 
1985 wurden beide Gebäude zusammen mit der Kirche Santa Cristina de Lena als Monumentos de Oviedo y del Reino de Asturias (Monumente von Oviedo und des Königreiches Asturien) in die Liste der UNESCO-Kulturdenkmäler aufgenommen. Diese Liste wurde 1998 um die Kirche San Julián de los Prados, die Cámara Santa der Kathedrale San Salvador und das Brunnenhaus La Foncalada in Oviedo erweitert.

## Geschichte
Die Kirche San Miguel de Lillo wurde im Jahr 848 ursprünglich Maria geweiht, wie aus einer Weihinschrift auf der Altarmensa hervorgeht, die im archäologischen Museum von Asturien (Museo Arqueológico de Asturias) in Oviedo aufbewahrt wird. Darin werden Ramiro und seine Gemahlin Paterna als die Erbauer genannt und als Datum der Kirchweihe der neunte Tag der Kalenden des Juli im Jahr 886 der spanischen Ära, was dem 23. Juni 848 unserer Zeitrechnung entspricht. Chroniken des 9. Jahrhunderts betonten die Schönheit und Vollkommenheit der Kirche, der keine andere in ganz Spanien gleichkäme. Als architektonische Neuheit erwähnten sie, dass anstelle von Pfeilern Säulen verwendet wurden und dass die Räume keine Holzdecken besaßen, sondern eingewölbt waren und zwar mit Stein und nicht mit Ziegeln.
Nachdem die Kirche im 12. oder 13. Jahrhundert durch einen Erdrutsch stark beschädigt worden war, ist heute nur noch ein Drittel des ehemals dreischiffigen Baus erhalten, und zwar ein westlicher Vorbau mit dem Eingangsportal und das erste Joch des Langhauses. Durch An- und Umbauten wurde das Gebäude in den folgenden Jahrhunderten verändert. In der Mitte des 19. Jahrhunderts erfolgten erste Restaurierungsmaßnahmen.

## Architektur
Die Außenwände der Kirche aus Bruchstein und Quadern waren ursprünglich wohl verputzt. Sie werden durch kannelierte Strebepfeiler gegliedert. Im westlichen Vorbau befindet sich auf der ersten Etage eine Empore, die durch einen Vorhang abgetrennt werden konnte. Eine Holzkonsole, an der der Vorhang befestigt war, ist noch an Ort und Stelle vorhanden. Sämtliche Raumteile tragen Tonnengewölbe. Die Längstonne des elf Meter hohen Mittelschiffs ruht auf Arkaden mit überhöhten Rundbögen und wuchtigen, 3,60 Meter hohen Säulen mit 60 Zentimetern Durchmesser. Die Seitenschiffe sind mit Quertonnen gedeckt, die, da sie keinen Druck auf Nord- und Südwand ausüben, dort große Fensteröffnungen ermöglichen.

## Fenster
Auffällig sind die zahlreichen Fensteröffnungen, von denen noch vier ihre originalen Transennen bewahrt haben. Besondere Aufmerksamkeit verdient ein 1,80 Meter hohes und 90 Zentimeter breites Rundbogenfenster, dessen Füllung monolithisch aus Kalkstein gearbeitet ist. Es ist umrahmt von einem doppelten Tauband und in zwei Bereiche unterteilt. Der untere Teil besteht aus einer Dreierarkade mit spiralförmig verzierten Säulenschäften und korinthischen Kapitellen. Im oberen Teil befinden sich ineinander verwobene Kreise.

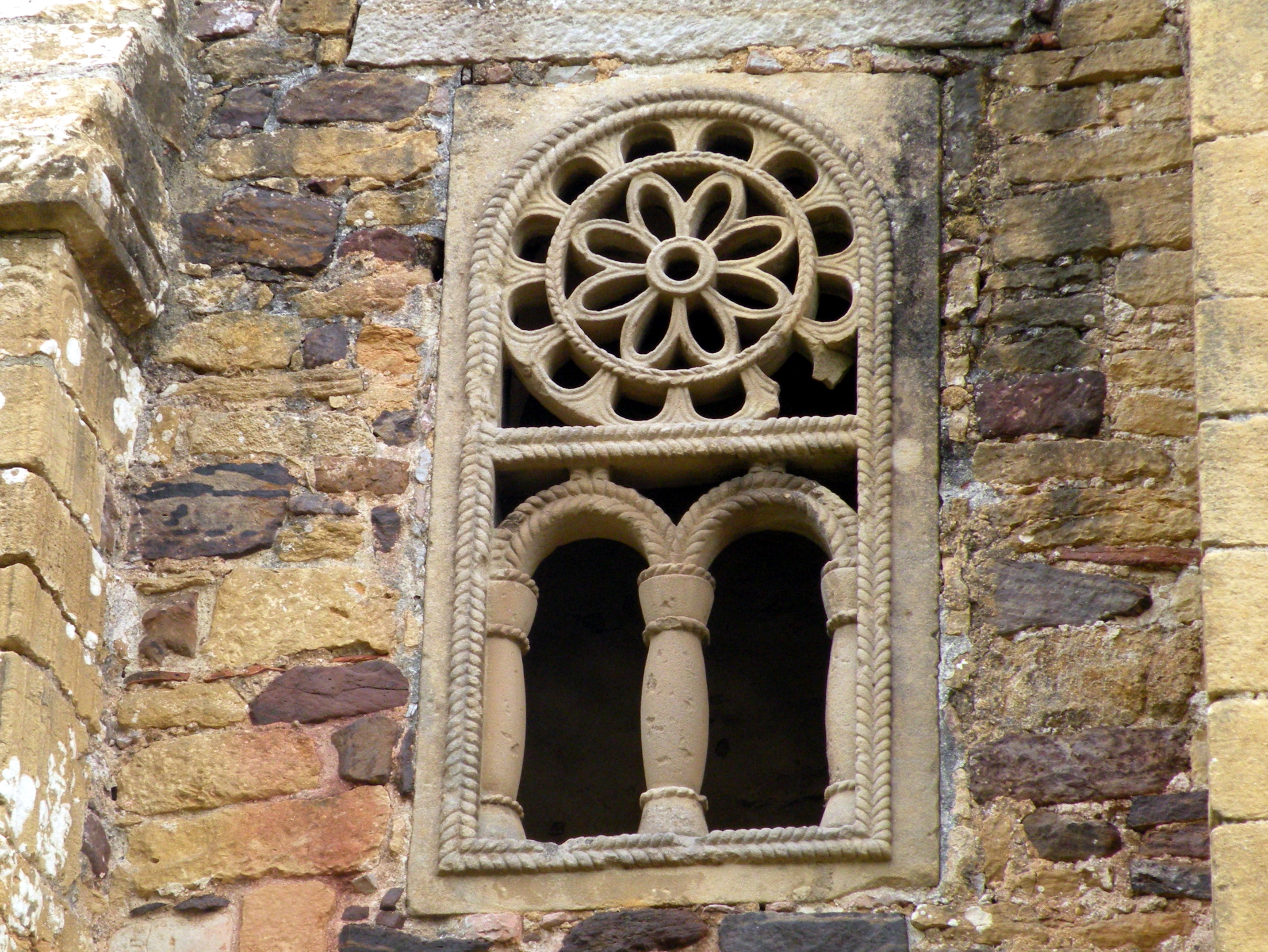
Fenster mit Transenna
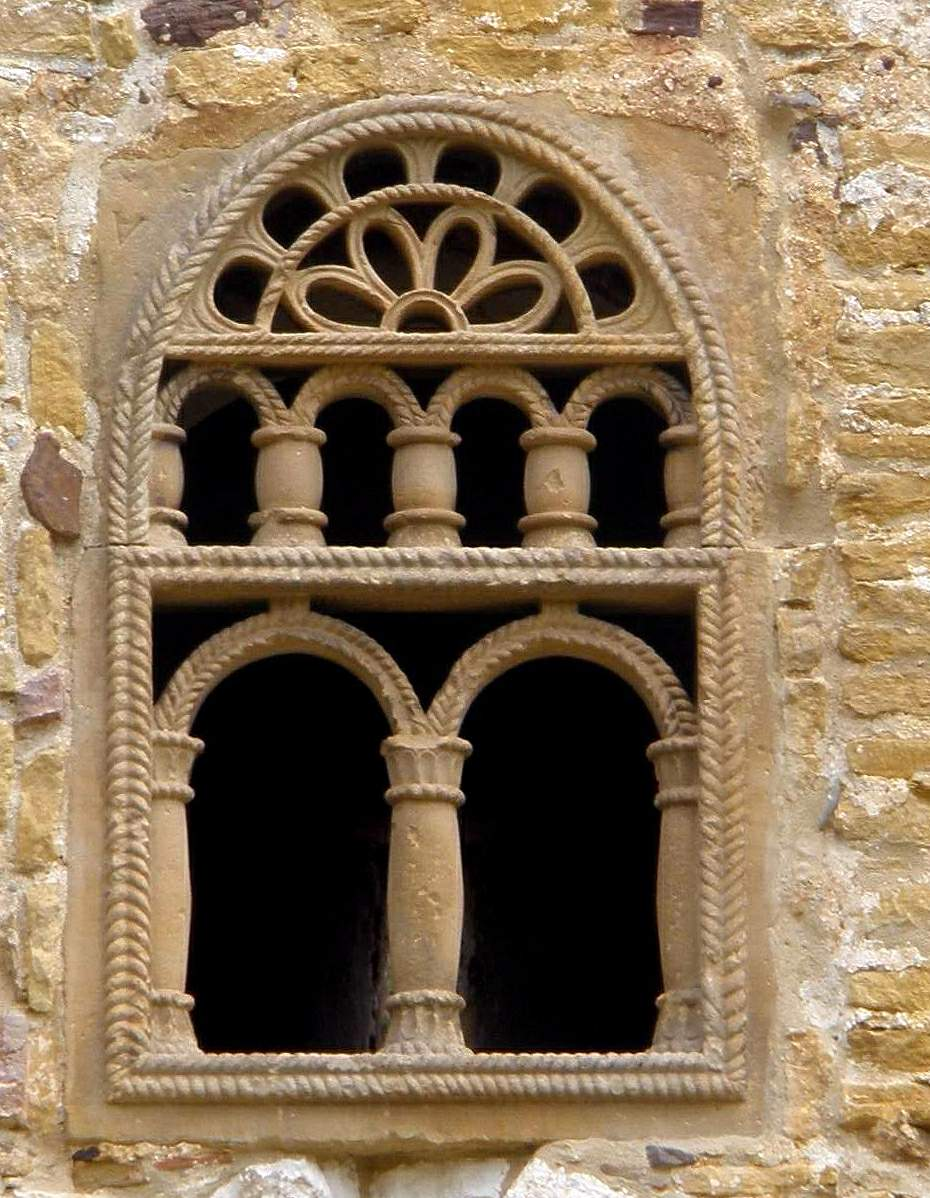
Fenster mit Transenna
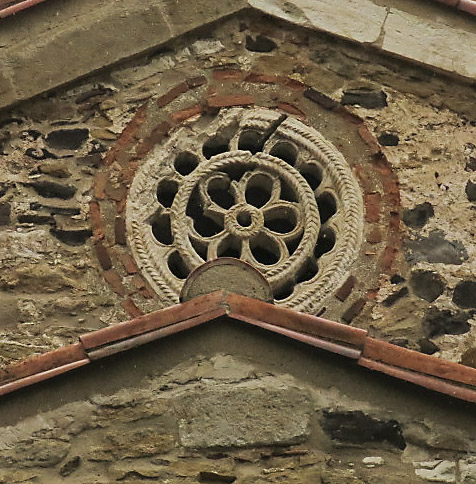
Rundfenster

## Skulpturenschmuck

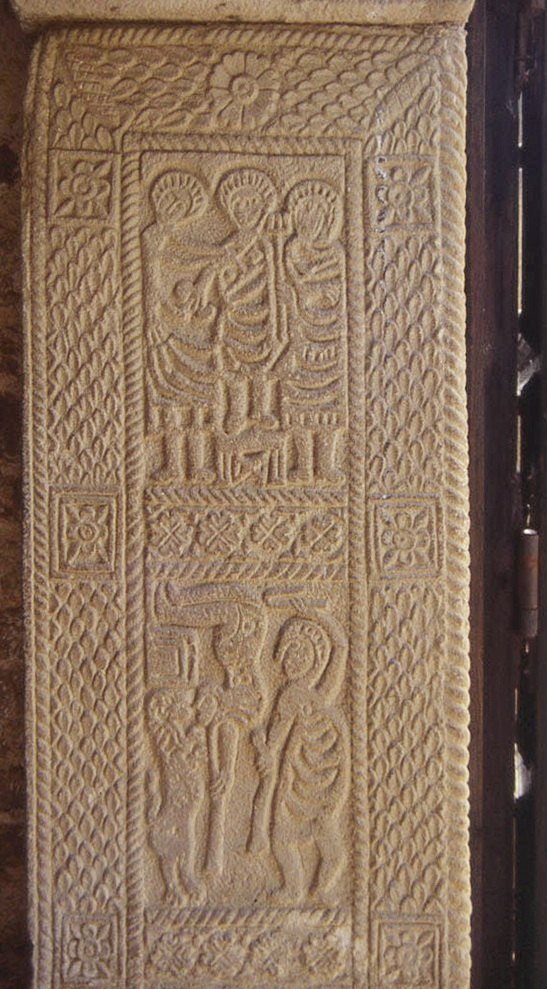
Reliefplatte der Portallaibung

Die Säulen besitzen Pyramidenstumpfkapitelle mit Taubandleisten und geometrischen Mustern. Die ungewöhnlich großen Säulenbasen sind in einem Stück aus Kalkstein gearbeitet und haben eine Seitenlänge von 80 Zentimetern. Taubänder bilden Dreierarkaden, unter denen Personen mit Büchern in den Händen dargestellt sind, die als die vier Evangelisten mit ihren Symbolen gedeutet werden. Die beiden 1,80 Meter hohen Reliefplatten aus Kalkstein an den Portallaibungen des Eingangs stammen aus der Entstehungszeit der Kirche. Sie sind in drei Felder eingeteilt und von einem Rahmen aus Tauband und Blütenblättern umgeben. Die obere und untere Szene stellt einen sitzenden römischen Konsul dar, der von zwei Hofbeamten begleitet wird. Er hält in der linken Hand ein Zepter und in der rechten Hand eine mappa, ein Tuch, das zum Zeichen der Eröffnung der Zirkusspiele in die Arena geworfen wurde. Die mittlere Szene zeigt einen Akrobaten, der mit den Händen auf einem Stab balanciert, einen Löwen und einen Mann mit einer Peitsche. Als Vorbild für diese Reliefplatten wird ein byzantinisches Elfenbeindiptychon aus dem Jahr 506 angenommen, das den Konsul Aerobindus und Zirkusszenen darstellt und von dem sich ein Exemplar in der Eremitage in Sankt Petersburg befindet und eines im Musée Cluny in Paris. Gesimse und Bogenprofile sind als Taubänder gestaltet, die Emporenbögen sind mit Rosetten- oder Rautenfriesen verziert, in die Blütenblätter und Sonnenräder eingeschrieben sind.

## Wandmalereien
Aus der Entstehungszeit der Kirche haben sich vor allem im südlichen Seitenschiff Reste von Wandmalereien erhalten, auf denen eine sitzende Figur und ein Lautenspieler zu erkennen sind.